# Bad Arolsen
Bad Arolsen (cho tới 1997 Arolsen, Bad tiếng Đức có nghĩa nơi dưỡng bệnh, và nghỉ mát) là một thị xã nằm phía Bắc của Hessen, Đức, tại huyện Waldeck-Frankenberg. Từ 1655 cho tới 1918 đó là nơi cư trú của công tước Waldeck-Pyrmont và cho tới 1929 là thủ đô của nước độc lập Waldeck, cho tới khi nước này nhập vào nước Phổ.
Tên Arolsen có nguồn gốc từ tên của chủng viện Aroldessen ngày xưa của các ni cô Augustiner mà đã được thành lập vào năm 1131.